# Wyoming kormányzóinak listája
Ez a lista az Amerikai Egyesült Államok Wyoming államának kormányzóit sorolja föl. Az USA nyugati részén helyezkedik el, nagy részén a Sziklás-hegység hegyei találhatóak, legkeletibb része magasan fekvő síkság. Wyoming a legkisebb népességű tagállam, a népszámlálási adatok szerint 2006-ban 515 004 lakosa volt, ami 4,3%-os növekedést jelent 2000 óta. Fővárosa és legnagyobb városa Cheyenne. A Union Pacific vasútja 1867-ben elérte Cheyenne városát, a későbbi fővárost, amely ezután fejlődésnek indult. 1868. július 25-én megalakult a független Wyomingi Terület. A délre fekvő Coloradóval ellentétben Wyomingban nem volt aranyláz, és a népesség sem növekedett olyan nagy mértékben, mint a déli szomszédban. Az állam egyes részein rezet találtak.
Amikor Yellowstone-ba jutottak az első állami szervezésű expedíciók, akkor kiderült, hogy Colter és Bridger korábbi beszámolói igazak voltak.1872-ben megalapították a Yellowstone Nemzeti Parkot, a világ első nemzeti parkját. A nemzeti park területének nagy része Wyoming északnyugati területén található.
Wyomingot 1890. július 10-én vették fel az Egyesült Államokba. Nevét Thomas Campbell 1809-es versében, a Gertrude of Wyoming-ban található, pennsylvaniai Wyoming-folyóvölgyről kapta. A nevet J. M. Ashley ohioi kongresszusi képviselő ajánlotta.
A kormányzót négy évre választják, és az adott személy egyszer választható újra.
Jelenleg a 33. kormányzó, a Republikánus Párthoz tartozó Mark Gordon tölti be a tisztséget 2019. január 7. óta. Wyomingban nem választanak helyettes kormányzót, feladatát az államtitkár tölti be, aki a szintén republikánus Edward Buchanan.

## Párthovatartozás
| Párt             | Kormányzók |
| ---------------- | ---------- |
| Demokrata        | 12         |
| Republikánus     | 21         |
| Progresszív Párt | 1          |

## A wyomingi terület kormányzói
| #  | Kép | Kormányzó           | Hivatali idő kezdete | Hivatali idő vége | Egyéb választott (szövetségi) tisztségei                                                       |
| -- | --- | ------------------- | -------------------- | ----------------- | ---------------------------------------------------------------------------------------------- |
| 1  |     | John Allen Campbell | 1869                 | 1875              |                                                                                                |
| 2  |     | John Milton Thayer  | 1875                 | 1878              | Az USA szenátusának tagja Nebraska képviseletében (1867–1871) Nebraska kormányzója (1887–1892) |
| 3  |     | John Wesley Hoyt    | 1878                 | 1882              |                                                                                                |
| 4  |     | William Hale        | 1882                 | 1885              |                                                                                                |
| 5  |     | Elliot S. N. Morgan | 1885                 | 1885              |                                                                                                |
| 6  |     | Francis E. Warren   | 1885                 | 1886              | Az USA szenátusának tagja (1890-1893; 1895-1929)                                               |
| 7  |     | George White Baxter | 1886                 | 1886              |                                                                                                |
| 8  |     | Elliot S. N. Morgan | 1886                 | 1887              |                                                                                                |
| 9  |     | Thomas Moonlight    | 1887                 | 1889              | Az USA képviselője Bolíviában (1894-1898)                                                      |
| 10 |     | Francis E. Warren   | 1889                 | 1890              | Az USA szenátusának tagja (1890-1893; 1895-1929)                                               |

## Wyoming szövetségi állam kormányzói
| Wyoming kormányzóinak listája                     | Wyoming kormányzóinak listája                     | Wyoming kormányzóinak listája                     | Wyoming kormányzóinak listája                     | Wyoming kormányzóinak listája                     | Wyoming kormányzóinak listája                     | Wyoming kormányzóinak listája                                                                                  | Wyoming kormányzóinak listája                     | Wyoming kormányzóinak listája                     |
| Progresszív Párt Demokrata Párt Republikánus Párt | Progresszív Párt Demokrata Párt Republikánus Párt | Progresszív Párt Demokrata Párt Republikánus Párt | Progresszív Párt Demokrata Párt Republikánus Párt | Progresszív Párt Demokrata Párt Republikánus Párt | Progresszív Párt Demokrata Párt Republikánus Párt | Progresszív Párt Demokrata Párt Republikánus Párt                                                              | Progresszív Párt Demokrata Párt Republikánus Párt | Progresszív Párt Demokrata Párt Republikánus Párt |
| Nr.                                               | Kép                                               | Kormányzó                                         | !Hivatali idő kezdete                             | Hivatali idő vége                                 | Párt                                              | Egyéb választott (szövetségi) tisztségei                                                                       | Államtitkár                                       | Államtitkár                                       |
| ------------------------------------------------- | ------------------------------------------------- | ------------------------------------------------- | ------------------------------------------------- | ------------------------------------------------- | ------------------------------------------------- | --- | ------------------------------------------------- | ------------------------------------------------- |
| 1                                                 |                                                   | Francis E. Warren                                 | 1890. október 11.                                 | 1890. november 24.                                |                                                   | Az Egyesült Államok szenátusának tagja (1890–1893; 1895–1929)                                                  | John W. Meldrum                                   |                                                   |
| 1                                                 | Amos W. Barber                                    | Francis E. Warren                                 | 1890. október 11.                                 | 1890. november 24.                                |                                                   | Az Egyesült Államok szenátusának tagja (1890–1893; 1895–1929)                                                  |                                                   |                                                   |
| 2                                                 |                                                   | Amos W. Barber                                    | 1890. november 24.                                | 1893. január 2.                                   |                                                   | |                                                   |                                                   |
| 3                                                 |                                                   | John E. Osborne                                   | 1893. január 2.                                   | 1895. január 7.                                   |                                                   | Az Egyesült Államok képviselőházának tagja (1897–1899)                                                         |                                                   |                                                   |
| 4                                                 |                                                   | William A. Richards                               | 1895. január 7.                                   | 1899. január 2.                                   |                                                   | | Charles W. Burdick                                |                                                   |
| 5                                                 |                                                   | DeForest Richards                                 | 1899. január 2.                                   | 1903. április 28.                                 |                                                   | | Fenimore Chatterton                               |                                                   |
| 6                                                 |                                                   | Fenimore Chatterton                               | 1903. április 28.                                 | 1905. január 2.                                   |                                                   | | Fenimore Chatterton                               |                                                   |
| 7                                                 |                                                   | Bryant B. Brooks                                  | 1905. január 2.                                   | 1911. január 2.                                   |                                                   | | Fenimore Chatterton                               |                                                   |
| 7                                                 | William Schnitger                                 | Bryant B. Brooks                                  | 1905. január 2.                                   | 1911. január 2.                                   |                                                   | |                                                   |                                                   |
| 8                                                 |                                                   | Joseph M. Carey                                   | 1911. január 2.                                   | 1915. január 4.                                   |                                                   | Az Egyesült Államok képviselőházának delegáltja (1885–1890) Az Egyesült Államok szenátusának tagja (1890–1890) | Frank L. Houx                                     |                                                   |
| 8                                                 |                                                   | Joseph M. Carey                                   | 1911. január 2.                                   | 1915. január 4.                                   |                                                   | Az Egyesült Államok képviselőházának delegáltja (1885–1890) Az Egyesült Államok szenátusának tagja (1890–1890) | Frank L. Houx                                     |                                                   |
| 9                                                 |                                                   | John B. Kendrick                                  | 1915. január 4.                                   | 1917. február 26.                                 |                                                   | Az Egyesült Államok szenátusának tagja (1917–1933)                                                             | Frank L. Houx                                     |                                                   |
| 10                                                |                                                   | Frank L. Houx                                     | 1917. február 26.                                 | 1919. január 6.                                   |                                                   | | Frank L. Houx                                     |                                                   |
| 11                                                |                                                   | Robert D. Carey                                   | 1919. január 6.                                   | 1923. január 1.                                   |                                                   | Az Egyesült Államok szenátusának tagja (1930–1937)                                                             | William E. Chaplin                                |                                                   |
| 12                                                |                                                   | William B. Ross                                   | 1923. január 1.                                   | 1924. október 2.                                  |                                                   | | Frank E. Lucas                                    |                                                   |
| 13                                                |                                                   | Frank E. Lucas                                    | 1924. október 2.                                  | 1925. január 5.                                   |                                                   | | Széküresedés                                      | Széküresedés                                      |
| 14                                                |                                                   | Nellie Tayloe Ross                                | 1925. január 5.                                   | 1927. január 3.                                   |                                                   | Az Egyesült Államok pénzverdéjének igazgatója (1933–1953)                                                      | Frank E. Lucas                                    |                                                   |
| 15                                                |                                                   | Frank C. Emerson                                  | 1927. január 3.                                   | 1931. február 18.                                 |                                                   | | Alonzo M. Clark                                   |                                                   |
| 16                                                |                                                   | Alonzo M. Clark                                   | 1931. február 18.                                 | 1933. január 2.                                   |                                                   | | Széküresedés                                      | Széküresedés                                      |
| 17                                                |                                                   | Leslie A. Miller                                  | 1933. január 2.                                   | 1939. január 2.                                   |                                                   | | Alonzo M. Clark                                   |                                                   |
| 17                                                | Lester C. Hunt                                    | Leslie A. Miller                                  | 1933. január 2.                                   | 1939. január 2.                                   |                                                   | |                                                   |                                                   |
| 18                                                |                                                   | Nels H. Smith                                     | 1939. január 2.                                   | 1943. január 4.                                   |                                                   | |                                                   |                                                   |
| 19                                                |                                                   | Lester C. Hunt                                    | 1943. január 4.                                   | 1949. január 3.                                   |                                                   | Az Egyesült Államok szenátusának tagja (1949–1954)                                                             | Mart T. Christensen                               |                                                   |
| 19                                                | William Jack                                      | Lester C. Hunt                                    | 1943. január 4.                                   | 1949. január 3.                                   |                                                   | Az Egyesült Államok szenátusának tagja (1949–1954)                                                             |                                                   |                                                   |
| 19                                                | Arthur G. Crane                                   | Lester C. Hunt                                    | 1943. január 4.                                   | 1949. január 3.                                   |                                                   | Az Egyesült Államok szenátusának tagja (1949–1954)                                                             |                                                   |                                                   |
| 20                                                |                                                   | Arthur G. Crane                                   | 1949. január 3.                                   | 1951. január 1.                                   |                                                   | |                                                   |                                                   |
| 21                                                |                                                   | Frank A. Barrett                                  | 1951. január 1.                                   | 1953. január 3.                                   |                                                   | Az Egyesült Államok képviselőházának tagja (1943–1950) Az Egyesült Államok szenátusának tagja (1953–1959)      | Clifford J. Rogers                                |                                                   |
| 22                                                |                                                   | Clifford J. Rogers                                | 1953. január 3.                                   | 1955. január 3.                                   |                                                   | | Clifford J. Rogers                                |                                                   |
| 23                                                |                                                   | Milward L. Simpson                                | 1955. január 3.                                   | 1959. január 5.                                   |                                                   | Az Egyesült Államok szenátusának tagja (1962–1967)                                                             | Everett T. Copenhaver                             |                                                   |
| 24                                                |                                                   | John J. Hickey                                    | 1959. január 5.                                   | 1961. január 2.                                   |                                                   | Az Egyesült Államok szenátusának tagja (1961–1962)                                                             | Jack R. Gage                                      |                                                   |
| 25                                                |                                                   | Jack R. Gage                                      | 1961. január 2.                                   | 1963. január 7.                                   |                                                   | | Jack R. Gage                                      |                                                   |
| 26                                                |                                                   | Clifford P. Hansen                                | 1963. január 7.                                   | 1967. január 2.                                   |                                                   | Az Egyesült Államok szenátusának tagja (1967–1978)                                                             | Thyra Thomson                                     |                                                   |
| 27                                                |                                                   | Stanley K. Hathaway                               | 1967. január 2.                                   | 1975. január 6.                                   |                                                   | Az Egyesült Államok belügyminisztere (1975)                                                                    | Thyra Thomson                                     |                                                   |
| 28                                                |                                                   | Edgar J. Herschler                                | 1975. január 6.                                   | 1987. január 5.                                   |                                                   | | Thyra Thomson                                     |                                                   |
| 29                                                |                                                   | Mike Sullivan                                     | 1987. január 5.                                   | 1995. január 2.                                   |                                                   | Az Egyesült Államok nagykövete Írországban (1998–2001)                                                         | Kathy Karpan                                      |                                                   |
| 30                                                |                                                   | Jim Geringer                                      | 1995. január 2.                                   | 2003. január 6.                                   |                                                   | | Diana J. Ohman                                    |                                                   |
| 30                                                | Joseph Meyer                                      | Jim Geringer                                      | 1995. január 2.                                   | 2003. január 6.                                   |                                                   | |                                                   |                                                   |
| 31                                                |                                                   | Dave Freudenthal                                  | 2003. január 6.                                   | 2011. január 3.                                   |                                                   | |                                                   |                                                   |
| 31                                                | Max Maxfield                                      | Dave Freudenthal                                  | 2003. január 6.                                   | 2011. január 3.                                   |                                                   | |                                                   |                                                   |
| 32                                                |                                                   | Matt Mead                                         | 2011. január 3.                                   | 2019. január 7.                                   |                                                   | |                                                   |                                                   |
| 32                                                | Ed Murray                                         | Matt Mead                                         | 2011. január 3.                                   | 2019. január 7.                                   |                                                   | |                                                   |                                                   |
| 32                                                | Edward Buchanan                                   | Matt Mead                                         | 2011. január 3.                                   | 2019. január 7.                                   |                                                   | |                                                   |                                                   |
| 33                                                |                                                   | Mark Gordon                                       | 2019. január 7.                                   | hivatalban                                        |                                                   | Wyoming pénzügyminisztere (2012–2019)                                                                          |                                                   |                                                   |